# Nenad Babović
Nenad Babović, né le 2 janvier 1976 à Belgrade, est un rameur serbe.

## Palmarès

### Jeux olympiques
- 2004 à Athènes,  Grèce
  - 7e en quatre de pointe poids légers

### Championnats du monde
- 2009 à Poznań,  Pologne
  -  Médaille de bronze en deux de pointe poids légers

### Championnats d'Europe
- 2007 à Poznań,  Pologne
  -  Médaille d'argent en quatre de pointe poids légers
- 2008 à Marathon,  Grèce
  -  Médaille de bronze en quatre de pointe poids légers
- 2009 à Brest,  Biélorussie
  -  Médaille de bronze en quatre de pointe poids légers